# Adonxs
Adam Pavlovčin (în Engleza : /ˈpʌvlɒvtʃin/ PUV-lov-chin, Slovacă: [ˈpaʋlɔwtʂin], Cehă: [ˈpavloftʃɪn]; n. 13 septembrie 1995, Myjava, Trenčiansky kraj, Slovacia), cunoscut profesional sub numele de Adonxs (/əˈdɒnɪs/ə-DON-iss; stilizat cu majuscule), este un cântăreț slovac. Fost solist al trupei alternative Pace din Londra, el și-a lansat albumul solo de studio de debut, Age of Adonxs, în 2022, care i-a adus numeroase premii, inclusiv Albumul Anului, Cel Mai Bun Artist Masculin sau Cel Mai Bun Artist Nou din Slovacia. A reprezentat Cehia la Concursul Muzical Eurovision 2025 cu piesa „Kiss Kiss Goodbye”, dar nu s-a calificat pentru Marea Finală.